# Манастирци
Манастирци (болг. Манастирци) — село в Болгарии. Находится в Разградской области, входит в общину Лозница. Население составляет 286 человек.

## Политическая ситуация
В местном кметстве Манастирци, в состав которого входит Манастирци, должность кмета (старосты) исполняет Мехмед Ферединов Кёров (Движение за права и свободы (ДПС)) по результатам выборов правления кметства.
Кмет (мэр) общины Лозница — Айхан Мустафов Хашимов (ДПС) по результатам выборов в правление общины.